# داياناندا ساراسواتي
داياناندا ساراسواتي (ولد مولا شانكار تيواري، 2 فبراير 1824-30 أكتوبر 1883) يُعرف أيضًا باسم مهارشي داياناند، وهو فيلسوف هندي، وقائد اجتماعي، ومؤسس آريا ساماج، وهي حركة إصلاحية للديانة الفيدية الدرامية. عمله العظيم هو كتاب ساتيارث براكاش الذي ظل نصًا مؤثرًا للغاية في فلسفة الفيدا، وتوضيحات لمختلف أفكار وواجبات البشر. كان أول من أطلق مصطلح سوارج أي «الهند للهنود» في عام 1876، وهي دعوة اتخذها لوكمانيا تيلاك لاحقًا. شجب الوثنية والعبادة الشعائرية، وعمل على إحياء الأيديولوجيات الفيدية. بعد ذلك، وصفه الفيلسوف ورئيس الهند، سارفيبالي راذاكريشنان بأنه أحد «صناع الهند الحديثة»، كما فعل سري أوروبندو.
اعتبر السلطة المعصومة من الفيدا. دافع داياناندا عن عقيدة الكارما وتناسخ الأرواح. أكد على المثل الفيدية للبراهماشاريا، بما في ذلك التبتل والنُسك.

## تعاليم مهارشي داياناند
دافع مهارشي داياناند عن أن جميع البشر قادرون على تحقيق أي شيء وبالتساوي. قال إن جميع المخلوقات هي البراجا الأبدية أو رعايا الرب الأعلى. قال إن الفيدا الأربعة وهم ريجفيدا، وياجورفيدا، وسامافيدا، وأتهارفافيدا هم المصادر الوحيدة الحقيقية غير الفاسدة للدراما، التي كشف عنها الرب الأعلى، في بداية كل خلق. أيضًا، هم المعرفة الوحيدة المحفوظة تمامًا دون تعديلات باستخدام عروض السنسكريتية أو تشاندا، وتقنيات مختلفة لحساب عدد الآيات باستخدام تقنيات الترانيم الفيدية المختلفة. يقول، نشأت الالتباسات بشأن الفيدا بسبب سوء تفسيرها. تروج الفيدا للعلم وتطلب من البشر اكتشاف الحقيقة المطلقة، وهو ما أكده في جميع تفسيراته للفيدا.
قبِل تعاليم الأبانيشاد العشرة الأولى أيضًا مع شفيتاشفاتارا الأبانيشاد، وهو ما يفسر الجزء الروحاني من الفيدا. قال، مع ذلك، ينبغي النظر في أي مصدر مهما كان، بما في ذلك الأبانيشاد، وقبوله إلى هذا الحد فقط بما يتوافق مع تعاليم الفيدا.
قبل ستة نصوص فيدانجا تتضمن القواعد وما شابه ذلك المطلوبة للتفسير الصحيح للفيدا. يقول في النصوص النحوية السنسكريتية، أشتادادي لبانيني، وماهابهاشيا لمهارشي باتانجالي هي النصوص الحالية الصالحة، ولا ينبغي قبول جميع النصوص النحوية الحديثة الباقية لأنها مربكة، وخادعة، ولن تساعد الناس في تعلم الفيدا بسهولة.
لقد قبل دارشان شاستراس الستة جميعها التي تضم سامخيا، وفايشيشيكا، ونيايا، ويوغا سوترا لباتانجالي، وسوترا بورفا ميمامسا، وسوترا فيدانتا. قال إن الدارشان الستة جميعها لا تعارض الفيدا بل كل منها يسلط الضوء على الجوانب المختلفة التي يطلبها الخلق. ومن ثم فهُم جميعًا مستقلون في حقوقهم الخاصة وجميعهم يتوافقون مع تعاليم الفيدا. يقول إن أشاريا كابيلا من سانكيا دارشان لم يكن ملحدًا لكن العلماء هم الذين أساءوا تفسير سوترا.
قال إن الكتب المسماة نصوص براهمانا، مثل: أيتريا براهمانا، وشاتاباتا براهمانا، وساما براهامانا، وجوباتا براهمانا التي ألفها العرافون لشرح معنى الفيدا صالحة أيضًا، ولكن مرة أخرى بما يتوافق مع أجزاء الفيدا الأربعة لأن هذه النصوص عرضة للتحريف من قبل الآخرين. تسمى هذه الكتب أيضًا بأسماء «إيتهاسا، وبورانا، ونارشمسا، وكالب، وغاتا» نظرًا لأنها تحتوي على معلومات حول حياة العرافين والحوادث، فهي تقدم معلومات عن خلق العالم وما إلى ذلك...
قال إن الثمانية عشر بورانا والثمانية عشر الأوبابورانا، ليست بورانا الحقيقية كما هو موضح في الفقرة السابقة، وليست من تأليف حكيم فياسا، وبما أنها تنتهك تعاليم الفيدا، فلا ينبغي قبولها. يمتلئ الثمانية عشر بورانا وأوبابورانا بالتناقضات، وعبادات الأوثان، والمعابد، والطقوس، والممارسات التي تتعارض مع الفيدا. في كتابه ساتيارث براكاش، يقول إن كل ما هو «جيد» موجود في هؤلاء الثمانية عشر بورانا وأوبابورانا، موجود بالفعل في الفيدا، ولاحتوائها على الكثير من المعلومات الكاذبة التي يمكن أن تضلل الناس، يجب رفضها.
وقال إن حكيم فياسا سمي بهذا الاسم «فياسا» ليس لأنه قسّم الفيدا بل للإشارة إلى «القطر أو الاتساع» مما يعني أن حكيم الفيدا فياسا قد درس الفيدا بعمق كبير.
يسرد العديد من الأعمال التي لا ينبغي التعامل معها كنصوص صادقة لتطوير فهم المرء للعالم والرب. لقد رفض نصوص التانترا كلها بما في ذلك بانشاراترا. قال إن هذه النصوص غير صحيحة لأنها تعلم عادات، وطقوس، وممارسات مختلفة ضد الفيدا.
استند مهارشي داياناند في تعاليمه على الفيدا والتي يمكن تلخيصها على النحو التالي:
1. هناك ثلاث كيانات أبدية: 1. الرب الأسمى أو باراماتما، 2. النفوس الفردية أو الجيفاتما، وهي كثيرة العدد ولكنها ليست لانهائية، 3. براكريتي أو الطبيعة.
2. براكريتي أو الطبيعة، وهي السبب المادي للخلق، أبدية وتتميز بساتفا (الوجود النقي)، وراجاس (راجا تعني التألق أو الضوء أو الذرة أو التي تنقل معلومات عن الوجود)، وتاماس (الوجود غير معروف في شكله)، والتي تميل إلى أن تكون في حالة توازن. في كل دورة من مراحل الخلق، سوف يزعج الرب الأعلى الواعي توازنها ويجعله مفيدًا في إنشاء العوالم، وقواها، وتصنيع الأجسام التي تطلبها النفوس الفردية. بعد فترة طويلة محددة تسمى يوم البراهمة (البراهمة تعني عظيمة وطويلة وما إلى ذلك)، يحل الخلق وتعود الطبيعة إلى توازنها. بعد فترة تسمى ليلة البراهمة، والتي تساوي طول يوم البراهمة، يبدأ الخلق مرة أخرى. هذه الدورة من الخلق والانحلال ليس لها بداية ولا نهاية، ومن هنا جاءت سمة الأبدية.
3. جيفا أو جيفاتما أو الأرواح الأبدية الفردية التي تختلف عن بعضها البعض ولكن لديها خصائص التشابه ويمكنها الوصول إلى «نفس المستوى» من السعادة في حالة موكشا أو التحرير. هم بلا جسد وبالتالي يتجاوزون جميع الأجناس وجميع الخصائص الأخرى كما هو موضح في العالم، لكنهم يكتسبون جسدًا مصنوعًا من الطبيعة ويعرف باسم «الولادة». إنها ليست مصنوعة من مواد من الطبيعة، وهي أرق من الطبيعة نفسها، لكنها تولد من خلال الجسد وفقًا للمبادئ الإبداعية التي وضعها الرب الأعلى بناءً على الكارما السابقة، وهم يبذلون جهدًا لتحسين أنفسهم. من خلال إدراك الذات، الطبيعة والرب الأعلى، تتحرر النفوس الفردية. لكن هذا الإدراك يعتمد على جهودهم والمعرفة المكتسبة. يستمرون في القدوم إلى العالم، واستخدام الطبيعة، والحصول على ثمار أفعالهم ويبدو أنهم يأخذون أعدادًا لا تحصى من حياة حيوانات مختلفة (إنه ليس اتجاهًا واحدًا ولكن أولئك الذين حصلوا على هيئات فكرية أعلى يمكنهم أيضًا العودة إلى الأشكال الأدنى بناءً على الكارما أو أفعالهم)، يعيدون تصرفاتهم ويتمتعون بحرية تامة في اختيار أفعالهم، والتعلم وإعادة التعلم، وتحقيق التحرير، وبعد طول فترة طويلة من موكشا أو التحرير، سيعودون مرة أخرى إلى العالم. نظرًا لأن فترة موكشا أو التحرير هذه طويلة للغاية، يبدو أنها لم تعد أبدًا أو أنها لم تلد مرة أخرى من قبل الكائنات الأخرى التي ما تزال في العالم. نظرًا لأنها أبدية وقادرة على العمل، لا يمكن تدمير هذه الخصائص. إنها خالدة وأبدية ولكنها ليست عليمة، ولا يمكن أن تكون منتشرة في الفضاء بأكمله.
4. الرب الأعلى الذي هو واحد لا مثيل له، يطلق عليه اسم أوم، هو السبب الفعال للكون. الخصائص الرئيسية للرب هي -سات وشيت وأناندا أي «هو موجود» و«يتمتع بوعي أسمى» وهو «سعيد إلى الأبد». الرب وخصائصه واحدة. إن الرب الأعلى حاضر في كل مكان، وتتجاوز خصائصه الطبيعة أو براكريتي، ويسود كل النفوس الفردية والطبيعة. ليس من سمات الرب الأعلى أن يولد أو يتجسد.